# (649) Josefa
(649) Josefa ist ein Asteroid des Hauptgürtels, der am 11. September 1907 vom deutschen Astronomen August Kopff in Heidelberg entdeckt wurde.
Die Herkunft des Namens ist ungeklärt.